# Spanair
Spanair (mã IATA = JK, mã ICAO = JKK) là hãng hàng không của Tây Ban Nha được thành lập tháng 12 năm 1986, trụ sở tại Palma de Mallorca (Quần đảo Balears). Căn cứ chính của hãng ở Sân bay quốc tế Barajas

## Lịch sử
Spanair là hãng liên doanh giữa Tập đoàn SAS với Viajes Marsans, trong đó Tập đoàn SAS nắm 94,9% cổ phần. Spanair bắt đầu hoạt động từ tháng 3 năm 1988 bằng các chuyến bay thuê bao trong châu Âu. Năm 1991 Spanair bắt đầu các tuyến đường dài tới Hoa Kỳ, México và nước Cộng hòa Dominicana bằng loại máy bay Boeing 767-300. Tháng 3 năm 1994 Spanair mở các tuyến bay thường xuyên ở Tây Ban Nha và châu Âu. Từ tháng 9/2007, hãng sẽ mở các tuyến đường tới Algérie.. Spanair gia nhập Star Alliance từ 1 tháng 4 năm 2003.
Spanair sử dụng 2.535 nhân viên, hiện có 68 máy bay chở khách tới 26 phi trường. Năm 2007 Spanair đã chuyên chở trên 11,7 triệu lượt hành khách.

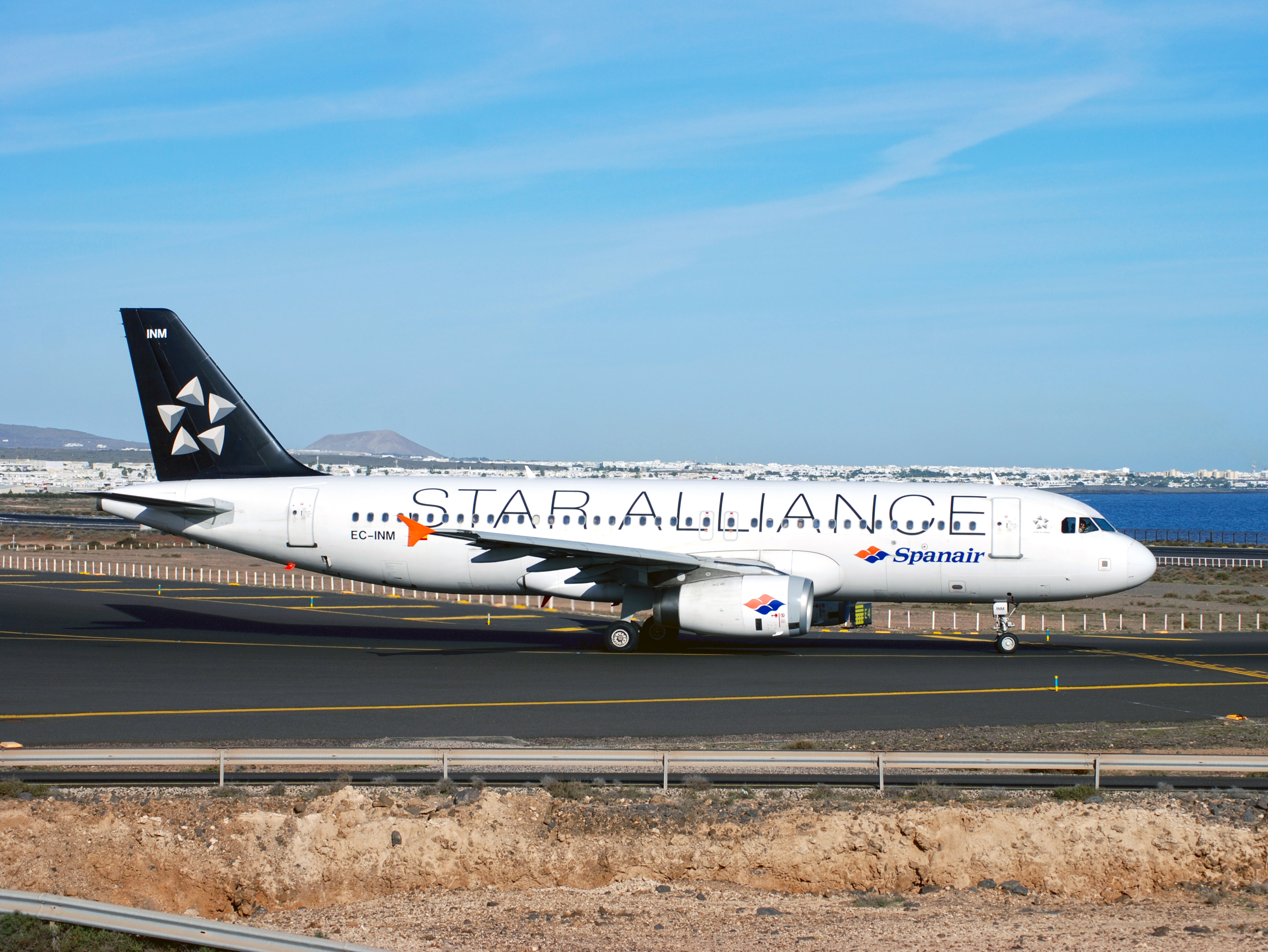

Ngày 20 tháng 8 năm 2008, chuyến bay 5022 của Spanair từ Sân bay quốc tế Madrid Barajas đến Quần đảo Canaria rơi xuống ngay sau 
khi cất cánh, làm 130 người bị thiệt mạng.

## Đội máy bay
(Tháng 3/2008):